# Dorcaschesis sericata
Dorcaschesis sericata är en skalbaggsart som beskrevs av Heller 1924. Dorcaschesis sericata ingår i släktet Dorcaschesis och familjen långhorningar.
Artens utbredningsområde är Filippinerna. Inga underarter finns listade i Catalogue of Life.